# Navanethem Pillay
Navanethem Pillay (en Tàmil: நவநீதம் பிள்ளை), més coneguda com Navi Pillay (Durban, Sud-àfrica, 23 de setembre de 1941) és una jurista sud-africana, que va treballar com Alta Comissionada de les Nacions Unides per als Drets Humans entre 2008 i 2014.

## Biografia
Es va graduar a la Universitat de Natal i més tard es va doctorar en Dret a l'Escola de Lleis de la Universitat Harvard. Com a advocada, va desenvolupar una intensa activitat contra l'apartheid al seu país, i també com a activa militant sindicalista i en el suport als drets de la dona. Entre1995 i 2003 va treballar com a jutgessa del Tribunal Penal Internacional per a Ruanda i en fou la seva presidenta entre1999 i 2003. De 2003 a 2008 va ser jutgessa en la Tribunal Penal Internacional de la Haia. Des de 2008 fins a 2014 va ser Alta Comissionada de les Nacions Unides per als Drets Humans, substituint a la canadenca Louise Arbour.El 2021 va rebre la Medalla d'Honor Ruth Bader Ginsburg que atorga la World Jurist Association.

### Activisme
És cofundadora de l'organització internacional no governamental Equality Now i va participar amb diverses organitzacions que treballen sobre qüestions relatives a la infància, els presos, les víctimes de la tortura i de la violència de gènere.
És una de les signants del text Born Free And Equal" que es va publicar el 2012 sobre orientació sexual i identitat de gènere en dret internacional dels drets humans.